# Иримеску, Мирча
Мирча Иримеску (рум. Mircea Irimescu; род. 13 мая 1959, Крайова) — румынский футболист, полузащитник.

## Клубная карьера
Профессиональную карьеру начал в 1976 году за команду «Университатя», в которой провёл четырнадцать сезонов, приняв участие в 318 матчах чемпионата. Большинство времени, проведенного в составе крайовского клуба, был игроком основного состава. С 1990 по 1991 года защищал цвета клуба «Электропутере» (Крайова). Завершил карьеру футболиста в 1992 году, выступая в немецкой команде «Шпортфройнде».

## Карьера за сборную
Дебют за национальную сборную Румынии состоялся 7 сентября 1983 года в товарищеском матче против сборной Польши (2:2), в котором также отметился забитым голом. Был включён в состав на чемпионат Европы 1984 года во Франции, где сыграл 59 минут в матче против Португалии (0:1). Всего Иримеску за сборную сыграл 9 матчей и забил 2 гола.

### Голы за сборную
| №  | Дата            | Место                     | Соперник | Счёт | Результат | Турнир            |
| -- | --------------- | ------------------------- | -------- | ---- | --------- | ----------------- |
| 1. | 7 сентября 1983 | Городской стадион, Краков | Польша   | 2:2  | 2:2       | Товарищеский матч |
| 2. | 29 августа 1984 | Стадион Дружбы, Гера      | ГДР      | 2:1  | 2-1       | Товарищеский матч |

## Достижения

### «Университатя»
- Чемпион Румынии: 1979/80, 1980/81
- Обладатель Кубка Румынии: 1976/77, 1977/78, 1980/81, 1982/83